# Chambre noire
Pour les articles homonymes, voir Chambre.

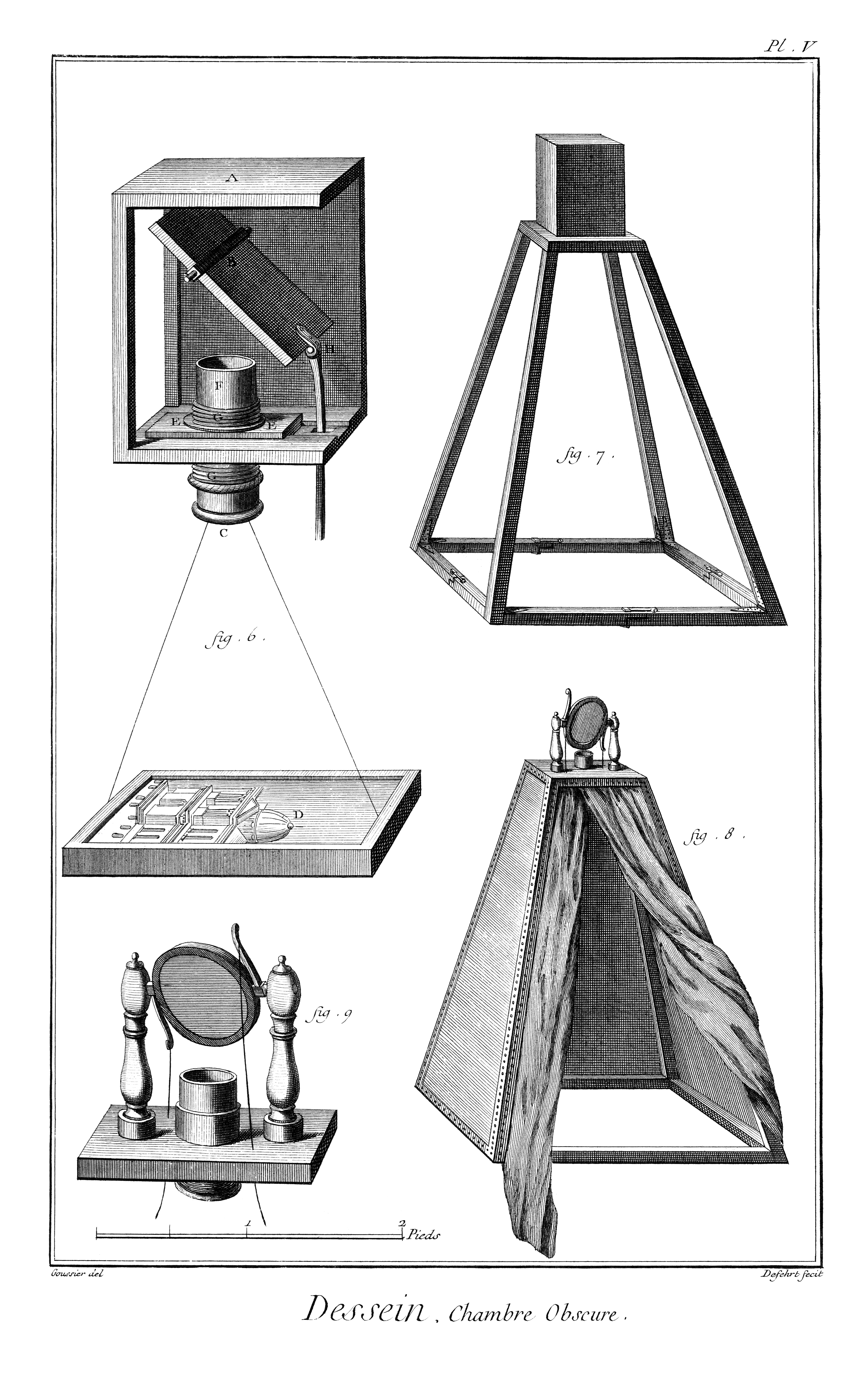
Dessins d'une chambre noire dans L'Encyclopédie (1763).

Une chambre noire (en latin « camera obscura ») est un instrument optique objectif qui permet d'obtenir une projection de la lumière sur une surface plane, c'est-à-dire d'obtenir une vue en deux dimensions très proche de la vision humaine. Elle servait aux peintres avant que la découverte des procédés de fixation de l'image conduise à l'invention de la photographie.

## Principe

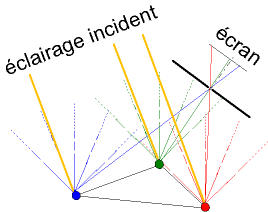
Principe de la chambre noire : les rayons qui passent par le petit trou proviennent de différentes directions, donc de différents points de l'objet observé.

Comme la lumière est réfléchie par les objets dans toutes les directions suivant leurs qualités propres d'absorption, de réflexion, de diffusion, chaque point de la surface d'un écran reçoit des rayons lumineux issus de tous les objets alentour ; ces rayons se mélangent et se combinent (synthèse additive). L'écran apparaît blanc (ou de la teinte majeure éclairant le décor).
En restreignant la lumière extérieure de façon que ses rayons lumineux, émanant du décor, n'entrent que par un seul point dans une chambre obscure, l'écran interceptant cette lumière ne recevra, en chacun des points précis de sa surface, que les rayons issus, en ligne droite (principes de l'optique géométrique) d'un seul point du décor placé en face de la paroi comportant le trou. On verra se former l'image inversée (gauche/droite) et renversée (haut/bas) du décor, extérieur à la chambre obscure, sur l'écran.
L'image projetée est réelle puisque reçue sur un écran (que l'œil de l'observateur soit présent ou non) : l'instrument est dit « objectif ».
Le principe en est décrit dès Aristote et est plusieurs fois évoqué par des auteurs du XIIIe siècle (Roger Bacon, Guillaume de Saint-Cloud).

## Mise en œuvre

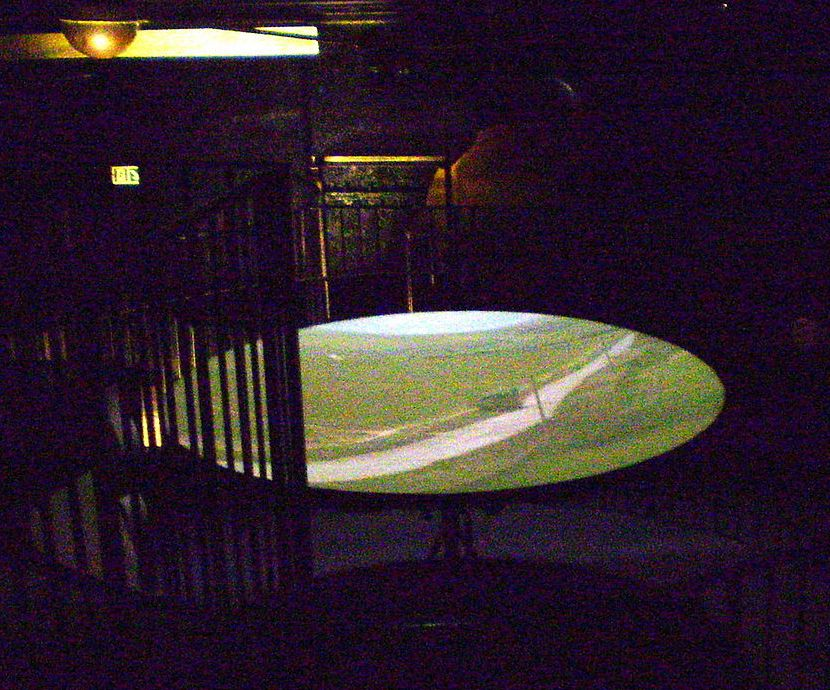
Une côte des South Downs (Sussex), prise depuis la Foredown Tower à Portslade.

Les principes de la camera obscura sont connus depuis très longtemps, aussi il est difficile d'établir une origine précise. Certaines théories suggèrent l'utilisation de sténopés dès le Néolithique,, mais cela reste hypothétique.
Les traces écrites les plus anciennes des principes de la camera obscura remontent au IVe siècle avant notre ère dans un livre chinois appelé Mozi, et attribué au philosophe chinois du même nom. Il explique comment une image inversée se forme à travers un sténopé, par l'intersection des rayons lumineux. Un peu plus tard, on trouve également mention de la camera obscura dans le livre XV des Problèmes d'Aristote.
Au VIe siècle, le mathématicien byzantin Anthémius de Tralles possédait un savoir étendu du fonctionnement de l'optique et d'une camera obscura, comme l'atteste un diagramme établi en 555.
Le mathématicien et physicien arabe Ibn al-Haytham reprend et développe les principes précédemment connus dans son Traité d'optique. Il établit par diverses expériences le fait que la lumière se propage en ligne droite, et que les rayons du soleil forment un double cône dont le sommet coïncide avec le trou de la camera obscura. Dans un autre traité, intitulé Épître sur la forme de l'éclipse, Ibn al-Haytham donnera la première étude mathématico-expérimentale des conditions de formation des images à l'intérieur de la chambre noire.
Au XVIe siècle, la camera obscura commence à être utilisée pour des travaux topographiques. On élabora un dispositif portable afin de pouvoir suivre les contours de l'image projetée sur une feuille de papier ou une plaque de verre et de la reporter sur un autre support.
En 1514, Léonard de Vinci explique : « En laissant les images des objets éclairés pénétrer par un petit trou dans une chambre très obscure tu intercepteras alors ces images sur une feuille blanche placée dans cette chambre. […] mais ils seront plus petits et renversés. »
Daniele Barbaro améliora en 1568 la chambre noire en la dotant d’une lentille ouvrant ainsi la voie aux générations postérieures d’astronomes. Le Père Scheiner, astronome, qui dota cet appareil d'un diaphragme et parfois d'un miroir incliné à 45° (ce qui en fait l'ancêtre du reflex), se servit de cet instrument pour dessiner les taches solaires.
La théorie suivant laquelle Johannes Vermeer aurait utilisé cette camera obscura pour peindre une partie de son œuvre a été exposée pour la première fois en 1891 par le lithographe américain James Pennell. Elle a été depuis largement fondée par des chercheurs en histoire de l'art. Le peintre David Hockney a fait paraître un ouvrage, Savoirs secrets : techniques perdues des anciens maîtres, dans lequel il démontre que depuis le début de la Renaissance, un grand nombre de peintres, parmi les plus célèbres, ont utilisé des procédés optiques, camera obscura, mais aussi camera lucida, pour mettre en place leurs tableaux. Les travaux d'Hockney ont été critiqués par Ross Woodrow, de l'université de Newcastle en Australie. Cependant, s'il ne fait guère de doute que Vermeer ait utilisé une camera obscura, il ne faut pas perdre de vue que, comme le dit Hockney, ce n'est pas elle qui dessine mais la main de l'artiste[réf. nécessaire].
Il est aussi vraisemblable qu'elle fut employée par d'autres artistes, dont Giambattista della Porta, Guardi et surtout Antonio Canal, dit Canaletto, qui l’utilisa notamment pour mettre en perspective ses célèbres paysages des canaux de Venise mais aussi par Leon Battista Alberti qui, lui, participa à son amélioration (système de miroirs permettant d'obtenir des dessins réduits de panoramas).
Au XVIIIe siècle d'autres artistes sont connus pour leur utilisation de la camera obscura, par exemple Thomas Daniell et William Daniell qui utilisèrent ce dispositif en Inde afin d'obtenir la plus grande précision pour leurs croquis et leurs aquarelles.

## Sténopé
C'est le nom que l'on donne aujourd'hui aux camera obscura rudimentaires, sans diaphragmes ni lentilles, dont le principe est connu de longue date, avant que Daniele Barbaro n'introduise en 1568 l'utilisation d'une lentille dans la chambre noire. Les premières photographies ont été prises avec des chambres noires équipées d'objectifs (et non avec des sténopés).
De nos jours, le sténopé est utilisé dans un but pédagogique et dans le domaine de la photographie, s'inscrivant dans le contexte de l'art pauvre,.